# Antimima alborubra
Antimima alborubra är en isörtsväxtart som först beskrevs av L. Bol., och fick sitt nu gällande namn av M. Dehn. Antimima alborubra ingår i släktet Antimima och familjen isörtsväxter. Inga underarter finns listade i Catalogue of Life.